# Haïzer (distrito)
Haïzer é um distrito localizado na província de Bouira, Argélia, e cuja capital é a cidade de mesmo nome, Haïzer.[carece de fontes?]